# Fabrício Mafuta
Fabrício Mafuta (ur. 20 września 1988 w Luandzie) – piłkarz angolski grający na pozycji obrońcy. Od 2009 roku jest zawodnikiem klubu Interclube.

## Kariera klubowa
Swoją karierę piłkarską Fabrício rozpoczął w klubie Santos z Luandy. W 2007 roku zadebiutował w nim w pierwszej lidze angolskiej. W 2008 roku przeszedł do AS Bari, jednak nie rozegrał w nim żadnego meczu. W 2009 roku wrócił do Angoli i został zawodnikiem klubu Interclube. W 2010 roku wywalczył z nim mistrzostwo kraju. W 2011 roku zdobył Puchar Angoli, a w 2012 roku - Superpuchar Angoli.

## Kariera reprezentacyjna
W reprezentacji Angoli Fabrício zadebiutował w 2011 roku. W 2013 roku został powołany do kadry na Puchar Narodów Afryki 2013.